# جلیقه ضدگلوله
  (به انگلیسی: Bulletproof vest) که بیشتر به‌عنوان "ضدگلوله" نامیده می‌شود، یک بخش از زره تک‌نفره است که به جذب ضربه کمک و باعث کاهش آسیب به بدن می‌شود. این جلیقه‌ها معمولاً از چند لایه ساخته شده‌اند و می‌توانند در برابر برخی سلاح‌ها و قطعات پخش شده نارنجک دستی از شخص محافظت کنند.جلیقه ضدگلوله ممکن است با کلاه، سپر یا محافظ صورت به‌طور همزمان استفاده شود؛ همچنین امروزه در انواعی شامل نرم، سخت، ویژه بانوان، ویژه سگ‌های پلیس و ضد ترکش وجود دارد و الهام گرفته از تار عنکبوت است.
جلیقه ضدگلوله سخت:جلیقه ای که شامل الیاف فلزی بوده و در برابر گلوله به خوبی مقاومت می کند. این نوع از جلیقه ها محدودیت استفاده در عملیات ها را دارد، زیرا هم سنگین بوده و هم پوشیدن آن سختی مخصوص به خود را دارد. در جلیقه ها از سرامیک آلومینا که بسیار سخت است استفاده می شود این نوع از سرامیک در مقابل گلوله به مانند تور والیبال در مقابل توپ ایستادگی کرده و نیروی وارده از سوی گلوله را در تمام جلیقه پخش می کند. گفتنی است که جلیقه ای که گلوله به آن اصابت کرده باشد دیگر قابل استفاده نبوده و باید از جلیقه دیگری استفاده کرد.
جلیقه ضدگلوله نرم:
این نوع از جلیقه به سنگینی جلیقه سخت نبوده و می توان آن را به مانند یک تیشرت به تن کرد. این جلیقه از الیاف خاصی استفاده می شود که هم به لحاظ وزنی و هم هزینه ای شرایط مطلوب تری نسبت به نوع اول دارد. در بدنه این جلیقه از الیاف توری مانندی استفاده می شود که مانند جلیقه سخت در مقابل گلوله مقاومت کرده و نیروی حاصل از برخورد گلوله با جلیقه را در تمام جلیقه پخش می کند. الیاف استفاده شده در جلیقه نرم از جنس کولار بوده که 5 برابر مقاوم تر از فولاد با همان وزن است. البته دانشمندان الیاف دیگری را نیز کشف کرده اند که مقاومت آن حتی به 10 برابر بیش تر فولاد نیز می رسد اما به لحاظ هزینه اختلاف قابل ملاحظه ای با جلیقه های عصر حاضر دارند.

## نگارخانه

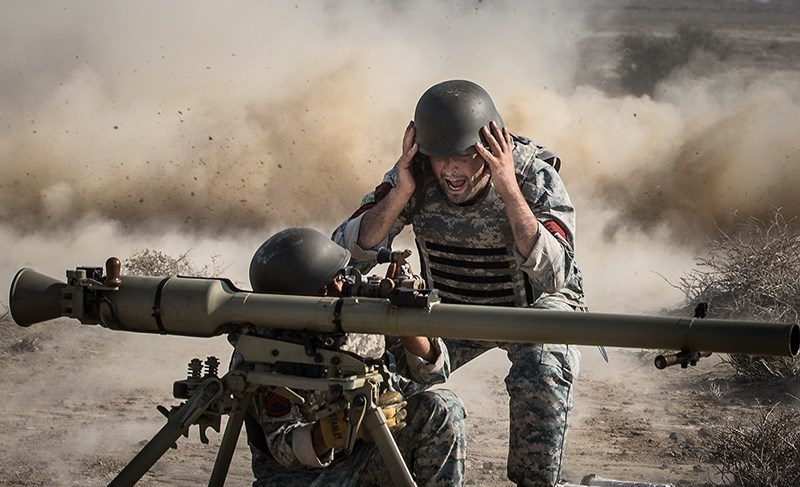
سربازان دارای جلیقه ی ضد گلوله
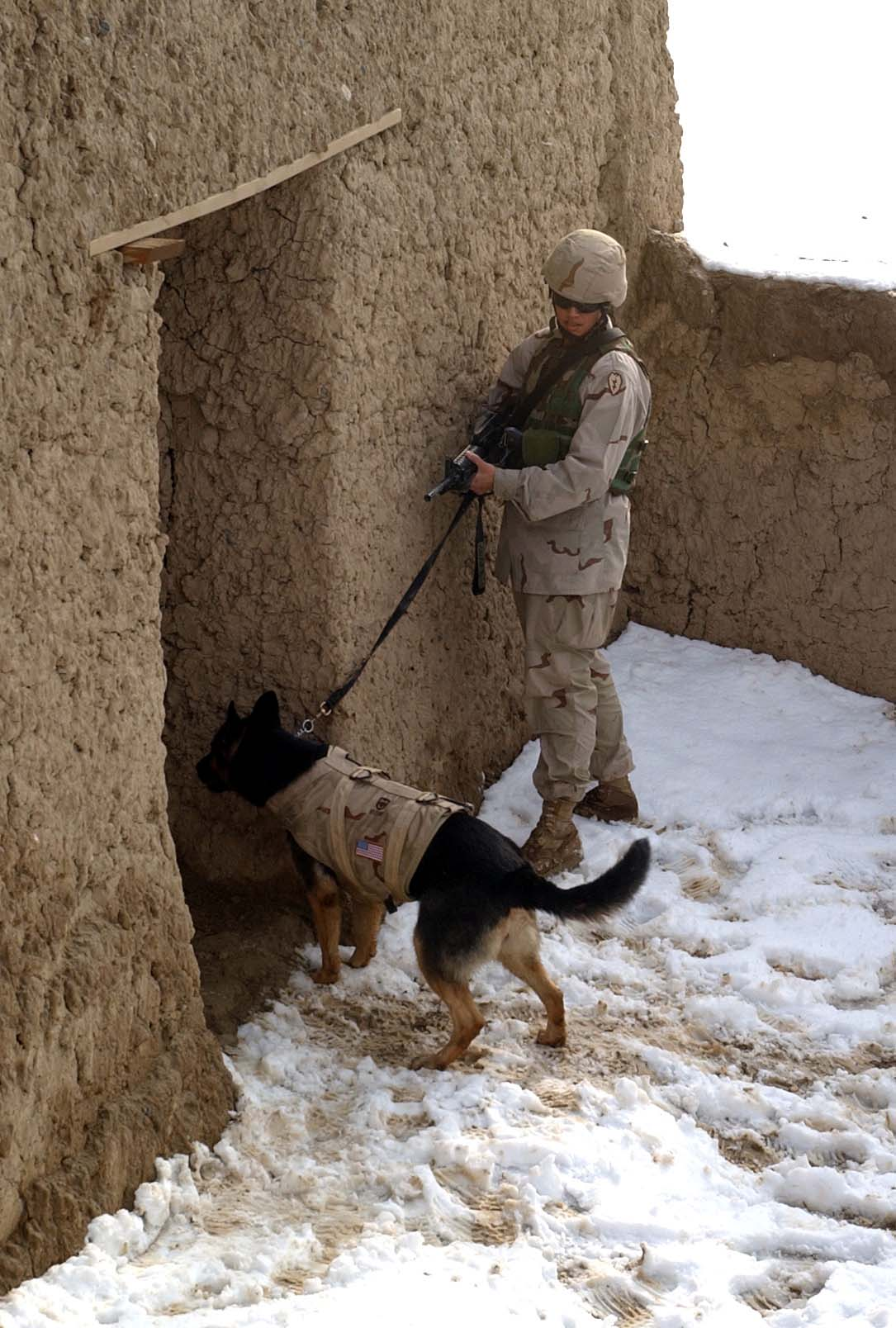
جلیقه ضدگلوله برای سگ‌ها در ارتش و پلیس استفاده می‌شود
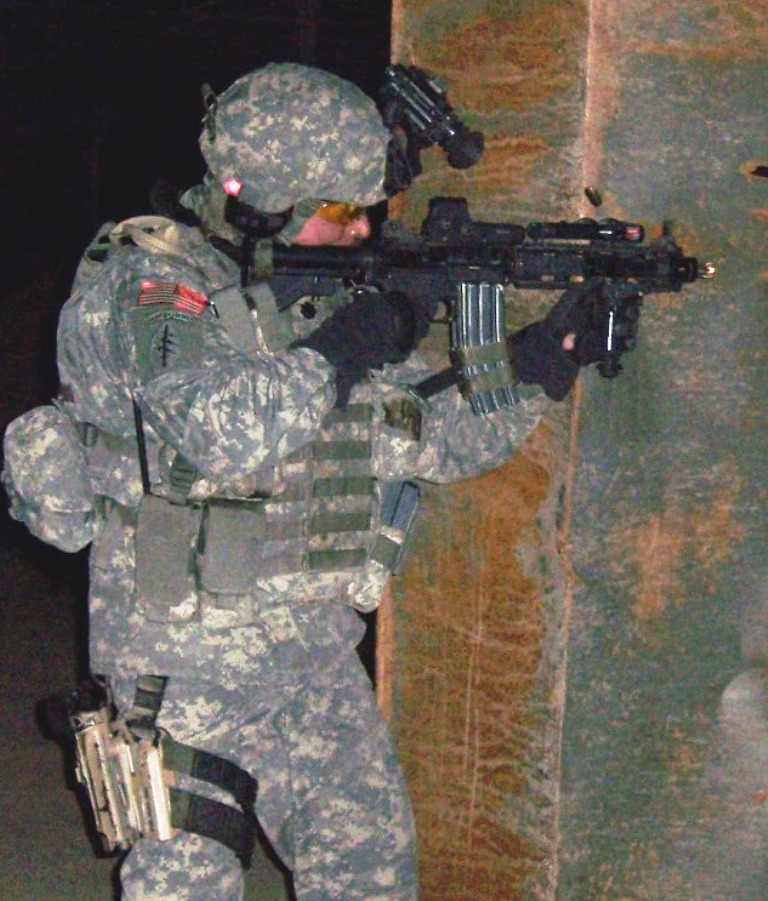
استفاده جلیقه ضدگلوله به‌همراه کلاه و سایر تجهیزات نظامی
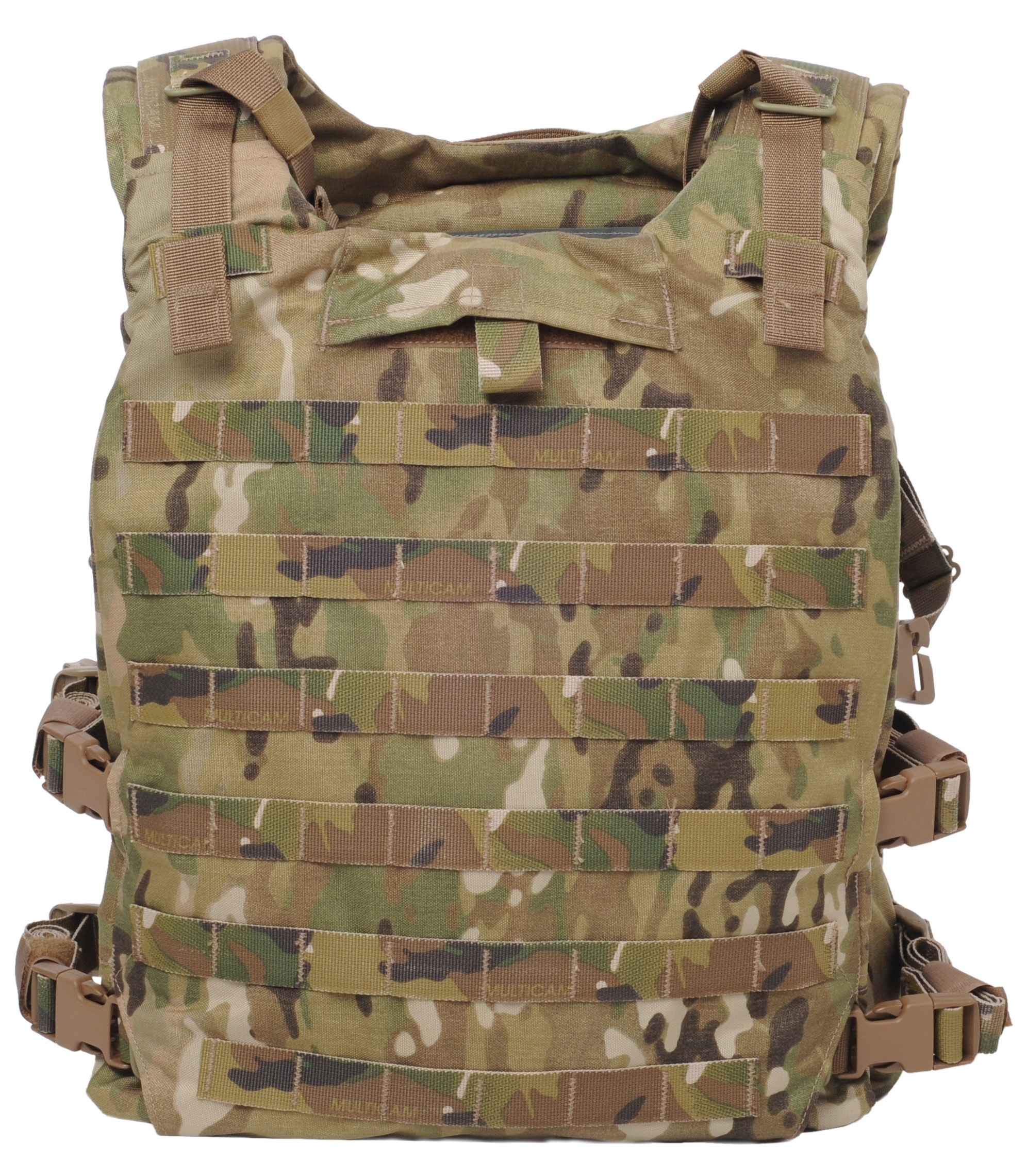
امکان استفاده از طرح‌ها برای پنهان‌سازی بهتر سربازها